# روبرت بيج
روبرت بيج (بالإنجليزية: Robert Page) (3 سبتمبر 1974 المملكة المتحدة - ) هو لاعب كرة قدم بريطاني.

## مسيرته الكروية
لعب روبرت بيج خلال مسيرته الاحترافية مع 6 أندية في تسعة عشر موسمًا وسجل خلالها 7 أهداف ضمن 479 مباراة. ولم يفز بأي موسم بالكأس وفاز في موسم واحد بالدوري.
خاض روبرت بيج مسيرته مع نادي واتفورد في موسم 1993–94 ليلعب معه ثمانية مواسم، مشاركًا في 216 مباراة سجل خلالها هدفين. ثم انتقل إلى نادي شيفيلد يونايتد في موسم 2001–02 واستمر معه طيلة ثلاثة مواسم، حيث شارك في 110 مباراة سجل خلالها هدفين أيضًا. لينتقل بعدها إلى نادي كوفنتري سيتي في موسم 2004–05 واستمر معه طيلة ثلاثة مواسم، مشاركًا في 70 مباراة سجل خلالها هدفًا واحدًا. ثم انتقل إلى نادي هدرسفيلد تاون في موسم 2007–08 لمدة موسم واحد، مشاركًا في 18 مباراة سجل خلالها هدفًا واحدًا أيضًا. هذا وانتقل لاحقًا إلى نادي تشيسترفيلد في موسم 2008–09 واستمر معه طيلة ثلاثة مواسم، مشاركًا في 56 مباراة سجل خلالها هدفًا واحدًا أيضًا.

## وصلات خارجية
روبرت بيج على موقع الاتحاد الأوربي (الإنجليزية)
- روبرت بيج على موقع قاعدة بيانات كرة القدم.إي يو (الإنجليزية)
- روبرت بيج على موقع ناشيونال فوتبول تيمز (الإنجليزية)
- روبرت بيج على موقع Soccerbase.com (لاعب) (الإنجليزية)
- روبرت بيج على موقع عالم كرة القدم.نت (الإنجليزية)